# Lực Euler
Trong cơ học cổ điển, gia tốc Euler (đặt tên theo Leonhard Euler), cũng có thể biết đến như là gia tốc phương vị hay gia tốc ngang, là một loại gia tốc xuất hiện khi một hệ quy chiếu quay không đều được sử dụng để khảo sát chuyển động và có sự biến đổi vận tốc góc của trục hệ quy chiếu.

## Gia tốc Euler
Bài chi tiết: Hệ quy chiếu quay
Hướng và độ lớn của gia tốc Euler được cho bởi:
{\displaystyle {\vec {a}}_{Euler}=-{\frac {d{\vec {\omega }}}{dt}}\times {\vec {r}}}
với:
{\displaystyle {\vec {\omega }}} là vectơ vận tốc góc của hệ quy chiếu;
{\displaystyle {\vec {r}}} là vectơ bán kính từ gốc tọa độ (tâm quay).

## Lực Euler
Sử dụng gia tốc trên, lực Euler là:
{\displaystyle {\vec {F}}_{Euler}=m{\vec {a}}_{Euler}=-m{\frac {d{\vec {\omega }}}{dt}}\times {\vec {r}}}
với:
{\displaystyle {\vec {m}}} là khối lượng của vật mà lực Euler nào tác dụng.